# Protium minutiflorum
Protium minutiflorum är en tvåhjärtbladig växtart som beskrevs av José Cuatrecasas. Protium minutiflorum ingår i släktet Protium och familjen Burseraceae. Inga underarter finns listade i Catalogue of Life.